# Hypseleotris dayi
Hypseleotris dayi là một loài cá thuộc họ Cá bống đen. Nó là loài đặc hữu của Nam Phi.